# Interglacial Mindel-Riss
L'interglacial Mindel-Riss va ser un període climàtic temperat de la Terra entre la glaciació de Mindel i la glaciació de Riss, que s'estengué aproximadament del 300.000 al 200.000 aC.